# Резепов Денис Сергійович
Денис Сергійович Резепов (нар. 11 лютого 2002, Харків, Україна) — український футболіст, півзахисник клубу «Інгулець».

## Життєпис
Футбольну кар'єру розпочав в академії харківського «Металіста», перші тренери — Роман Петрович Мельник та Максим Валерійович Мажаєв. У ДЮФЛУ та юнацьких чемпіонатах Харківської області виступав за ХТЗ (Харків), люботинську ДЮСШ, харківські «Металіст», «Металіст 1925» та «Авангард». Загалом у ДЮФЛУ зіграв 80 матчів, в яких відзначився 27-ма голами.
Взимку 2020 року виїхав до Чехії, де виступав за Міжнародну футбольну академію Міжнародного союзу молоді (Прага). Влітку 2020 року повернувся до України, де підсилив «Авангард». Разом з харківським клубом виграв чемпіонат та кубок Харківської області. Наприкінці серпня 2020 року перейшов у «Металіст 1925». Дебютував у футболці харківського клубу 15 листопада 2020 року в програному (0:2) виїзному поєдинку 13-го туру Першої ліги проти одеського «Чорноморця». Денис вийшов на поле на 69-ій хвилині, замінивши Івана Коваленка.
У липні 2021 року «Металіст 1925» віддав Резепова в однорічну оренду до друголігового «Вовчанська». Загалом у тому сезоні провів 16 матчів і забив 2 м'ячі за нову команду.
У липні 2022 року підписав контракт із «Інгульцем». Дебютував за новий клуб в УПЛ 29 серпня того ж року у виїзній грі проти харківського «Металіста» (1:1). Перший м'яч за «Інгулець» забив 3 вересня наступного року вже, виступаючи у Першій лізі, у ворота запорізького «Металурга» (3:2). 